# Gefle Red Devils
Die Gefle Red Devils sind ein schwedisches American-Football-Team aus Gävle. Gegründet 1985 als Gefle Black Mooses, benannte sich das Team 1991 in Red Devils um.

## Geschichte
Nach der Gründung trugen die Black Mooses ihr erstes Freundschaftsspiel gegen die Danderyd Mean Machines aus. 1986 stiegen sie dann in den Ligaspielbetrieb ein, doch der Erfolg stellte sich erst nach der Umbenennung in Red Devils ein. 1993 stiegen die Red Devils als Meister der Division I Östra in die Superserien auf und erreichten schon in ihrer ersten Saison 1994 die Play-offs. Dort mussten sie sich im Halbfinale dem späteren Meister Limhamn Griffins mit 23:55 geschlagen geben. Im Folgejahr war schon im Viertelfinale Schluss und wieder stand der spätere Meister im Weg: Gegen die Solna Chiefs verloren die Red Devils mit 13:26. 1996 folgte dann ein herber Rückschlag: Nach vier Spieltagen musste das Team aufgrund von Spielermangel aus der Liga abgemeldet werden. 1997 startete der Verein dann freiwillig in der dritten Liga, um einen grundlegenden Neuaufbau mit jungen Spielern durchführen zu können. Von 2000 bis 2007 spielten die Red Devils dann wieder in der zweiten Liga und brachten ab 2003 auch Jugendteams in verschiedenen Altersklassen an den Start. Nachdem die U-19-Junioren bereits 2004 das schwedische Meisterschaftsfinale erreicht hatten, dort aber den Junioren der Carlstad Crusaders mit 0:28 unterlegen waren, feierten sie ein Jahr später den größten Erfolg der Vereinsgeschichte. Die U-19-Junioren gewannen den schwedischen Meistertitel 2005 durch einen 42:0-Finalsieg gegen die Göteborg Marvels. Das Herrenteam stieg 2007 wieder in die dritte Liga ab und erreichte dort 2008 den siebten Platz.